# 張廷裕
张廷裕（9世纪？—928年），五代十国后唐官员，代北人。
张廷裕年轻时在云州事奉李克用，参与平定黄巢，讨伐王行瑜，自行间渐渐升为小将。唐庄宗定魏州，张廷裕补任天雄军左厢马步都虞候，历任蔚州、慈州、隰州三州刺史。同光三年（925年），担任新州威塞軍節度使。边塞多事，张廷裕没有防控的本事，边疆常有危机。天成三年（928年），在新州去世。唐明宗下诏赠太保。